# مارتين فون هيلدبراند
مارتين فون هيلدبراند (بالإسبانية: Martín von Hildebrand؛ بالإنجليزية: Martín von Hildebrand) هو عالم في الأتنيات ‏ وكاتب وعالم إنسان كولومبي وأمريكي، ولد في 26 يناير 1943 في نيويورك في الولايات المتحدة.